# مارتینس (ریوگرانده شمالی)
مارتینس (ریوگرانده شمالی) (به پرتغالی: Martins, Rio Grande do Norte) یک شهرستان در برزیل است که در ریو گرانده شمالی واقع شده‌است.